# Église Sainte-Catherine de Sainte-Catherine-de-Fierbois
Pour les articles homonymes, voir église Sainte-Catherine.
L'église Saint-Catherine de Sainte-Catherine-de-Fierbois est un édifice religieux de l'Église catholique situé à Sainte-Catherine-de-Fierbois en France.

## Historique
Une tradition, probablement légendaire, rapporte qu'au début du VIIIe siècle il existait une chapelle dédiée à sainte Catherine dans laquelle Charles Martel aurait déposé son épée après sa victoire sur les Sarrasins en 732. Cette chapelle devient un lieu de pèlerinage au XIVe siècle. Jean II Le Meingre, dit Boucicaut, maréchal de France, a fait construire en 1415 une aumônerie pour loger et soigner les pèlerins faisant le pèlerinage de Saint-Jacques-de-Compostelle. La chapelle est en ruine au XVe siècle.
D'après une tradition, Jeanne d'Arc y aurait trouvé son épée en mars 1429, l'épée de Charles Martel, qui aurait été déposée sous l'autel de la chapelle.
Le franciscain Hélie de Bourdeilles, choisi par Charles VII comme consulteur au procès de réhabilitation de Jeanne d'Arc, puis archevêque de Tours, a décidé d'après la tradition de reconstruire la chapelle.
Sa construction s'achève sous Louis XII. D'une sobre élévation, son architecture élancée démontre une certaine ambition pour un édifice modeste, ressemblant plus à une collégiale (comme à Montrésor) ou une chapelle castrale (comme à Ussé). Le décor sculpté flamboyant se concentre en quelques points autour des portails et des transepts.
Au début du XVIIIe siècle, les habitants obtiennent la fondation d'une cure pour desservir la chapelle, devenant paroissiale.
L'église est fortement restaurée en 1859 par l'architecte amboisien Sylvain-Philippe Châteignier.

## Protection
L'église a été classé par liste au titre des monuments historiques par arrêté de 1862.

## Description
Vue de l'extérieur, l'église présente une croix latine parfaitement orientée et son caractère architectural est du plus pur style gothique flamboyant. Longue de 34 m et large de 12 m, elle fut construite sur l'emplacement de l'ancienne chapelle (brûlée en 1440) et l'on peut voir en entrant, sur la droite, l'emplacement où fut retrouvée l'épée de Jeanne d'Arc. Elle est surmontée d'un campanile de 41 m de haut.
Le transept fait 26 m de longueur et est composé de deux chapelles. Celle de droite est dédiée à sainte Catherine d'Alexandrie et l'on peut y voir un autel du XVe siècle formé de sept panneaux de style ogival flamboyant (vendu durant la révolution, il fut retrouvé au XIXe siècle dans un moulin voisin). On peut y admirer aussi un magnifique confessionnal en style gothique Tudor (XIXe siècle) dû au ciseau de l'ébéniste Chaffiot. L'autre chapelle est consacrée à la Vierge Marie.
En regardant le chœur, on voit à droite la porte de la sacristie surmontée des armes de Boucicaut et de Jeanne d'Arc. En face, la chapelle seigneuriale, construite au XIXe siècle.
Le maître-autel est l'œuvre du même ébéniste qui fit le confessionnal. L'église est décorée d'une dizaine de vitraux.

## Postérité

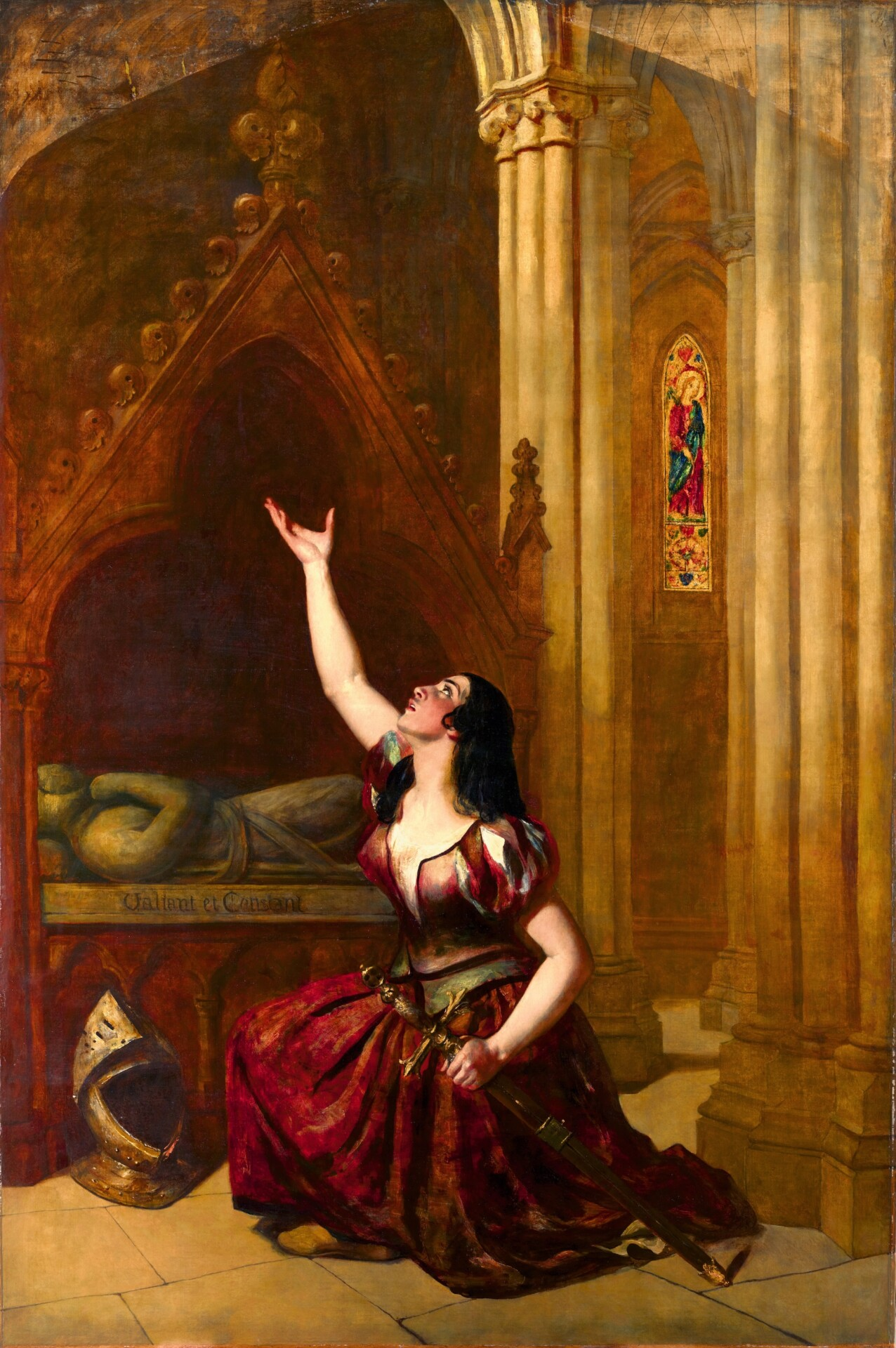
Jeanne d'Arc trouve l'épée dans la chapelle de Sainte-Catherine-de-Fierbois, par William Etty.

William Etty représente l'intérieur de l'église dans Jeanne d'Arc trouve l'épée dans la chapelle de Sainte-Catherine-de-Fierbois, un tableau de 1842-1846 conservé au musée des Beaux-Arts d'Orléans.